# Santo Stefano al Mare
Santo Stefano al Mare är en ort och kommun i provinsen Imperia i regionen Ligurien i Italien. Kommunen hade 2 131 invånare (2018).